# Diggerzy
Diggerzy (z ang. Kopacze) – antyfeudalna i antyklerykalna angielska organizacja chłopska, odłam lewellerów (tzw. prawdziwi lewellerzy) w czasie rewolucji angielskiej.
Diggerzy wywodzili się z najbiedniejszych warstw społecznych. Reprezentowali radykalne poglądy, wśród których były: potępienie wojen i nierówności społecznych. Nawoływali do zniesienia własności prywatnej i zniesienia przywilejów. Twierdzili że prywatna własność ziemska powstała na skutek zagrabienia ziemi przez feudałów, którzy uczynili biedaków swoimi niewolnikami. Źródło zła upatrywali w prywatnej własności. Głównym ideologiem diggerów oraz autorem większości wydawanych przez nich pamfletów był kupiec Gerrard Winstanley. Antyklerykalizm diggerów przejawiał się głównie w krytyce księży. Winstanley twierdził, że podtrzymują oni ustrój feudalny i ucisk społeczny. Wzywał Olivera Cromwella do wprowadzenia demokratycznej republiki agrarnej, zniesienia dziesięciny i przekazania ziemi ludowi. 
W 1649 na leżących odłogiem ziemiach diggerzy założyli kilka gmin, gdzie próbowali wcielić w życie swoje idee. Ruch Diggerów został stłumiony w 1653 przy użyciu wojska.